# Aizoon canariense
Aizoon canariense é uma espécie de planta com flor pertencente à família Aizoaceae.
A espécie foi descrita por Lineu e publicada em Species Plantarum 1: 488., no ano de 1753.
Não se encontra protegida por legislação portuguesa ou da Comunidade Europeia.

## Descrição
A planta pode crescer até 25 centímetros de altura. Os seus ramos espalham-se pelo solo, as suas folhas são pecioladas, um tanto carnudas e peludas. Possui flores pequenas com sépalas longas de 1 a 3 mm, amareladas por dentro, e sem pétalas.

## Distribuição e habitat
A planta pode ser encontrada em áreas áridas quentes a semiáridas, incluindo na Macaronésia (na Madeira, Ilhas Canárias e Cabo Verde), Arábia, Paquistão, Norte da África e África Austral.

## Comestibilidade
As folhas são consumidas localmente em épocas de fome.

## Sinonímia
Segundo o The Plant List, esta espécie tem os seguintes sinónimos:
- Aizoon canariense var. denudata